# لانگرین
لانگرین (به انگلیسی: Llanegryn) یک منطقهٔ مسکونی در بریتانیا است که در گوینز واقع شده‌است. لانگرین ۳۰۳ نفر جمعیت دارد.